# ホテル・テルメ・ミレピニ
ホテル・テルメ・ミレピニ（イタリア語: Hotel Terme Millepini）はイタリア・ヴェネト州パドヴァ県モンテグロット・テルメにある四つ星ホテルである。全部で100部屋あり、2020年までは世界一深いプール「Y-40」を持っていることでギネス世界記録に登録されていた。ホテルは1997年に最初に建てられ、2013年に改築された。

## Y-40プール
Y-40「ザ・ディープ・ジョイ」プールは2014年6月5日に初めて開かれ、建築家のエマヌエレ・ボアレットによって設計された。その深さは42メートル15センチメートルで、開場の時点では世界で最も深いプールであった。プールには4300立方メートルの温水が蓄えられており、その水温はセ氏32度から34度の間に保たれている。このプールには水中洞窟がある他、透明な水中トンネルが吊り下げられており、客が歩いて通れるようになっている。プールには130センチメートルから12メートルまでの様々な深さにプラットフォームが設置されており、それより深くなるとプールの壁は狭くなり井戸のようになって、水深40メートルまで真っ直ぐ下に漏斗の如く沈んでいく。ホテルではフリーダイビングとスクーバダイビングのチケットを提供している。イタリアのフリーダイビング選手、ウンベルト・ペリザリがプールの開場前に初めてその水深を測定した。
2014年6月5日に開場した際、ギネス世界記録に「世界一深い潜水用プール」として認定された。この記録はそれ以前はベルギーのネモ33が持っていた。Y-40は現在では世界で3番目に深いプールで、これより深いのはポーランドのディープスポットとアラブ首長国連邦のディープダイブ・ドバイしかない。 

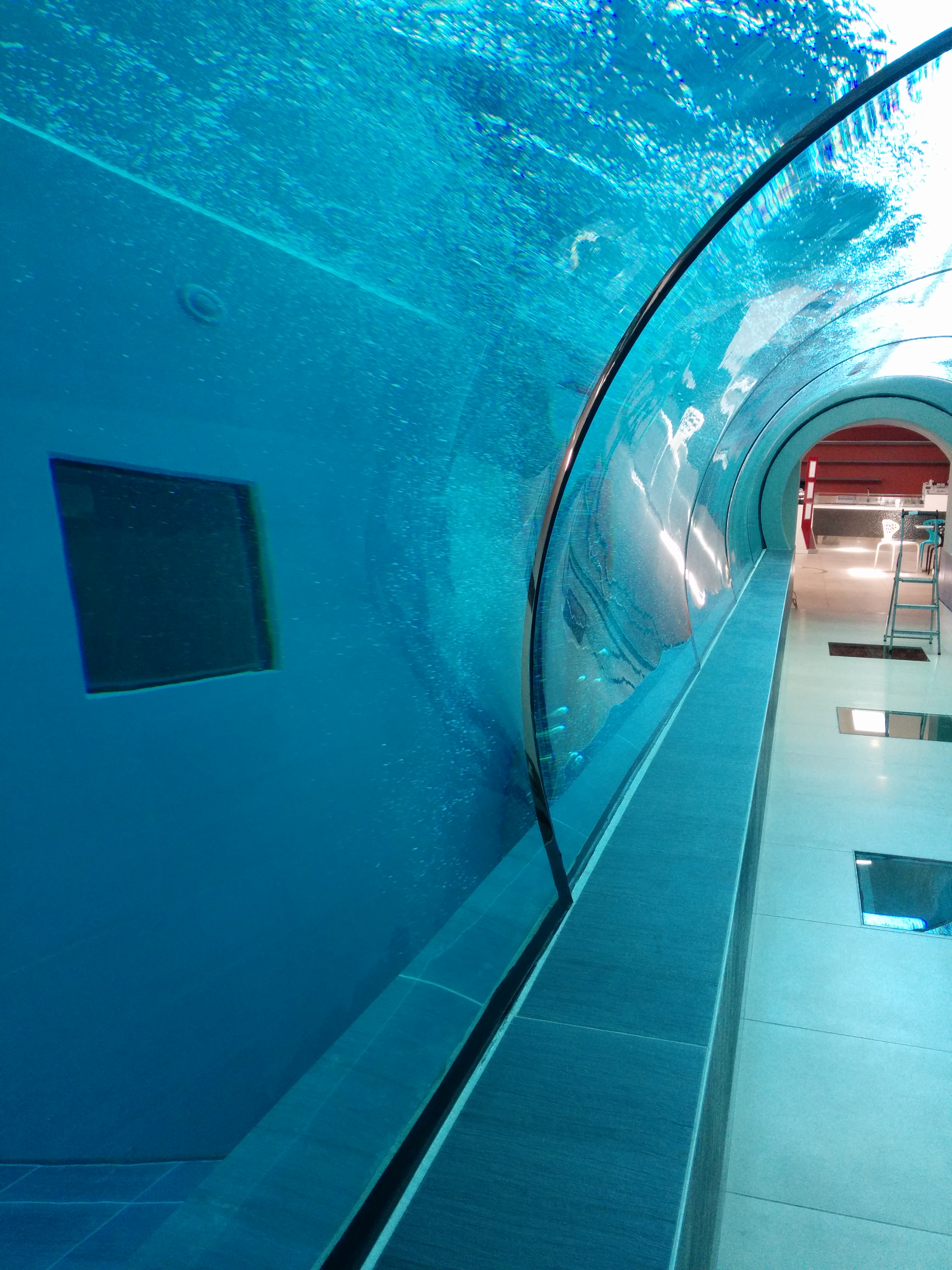
プール内部にはトンネルがあり、客が歩いて通れるようになっている。